# 七連嶼

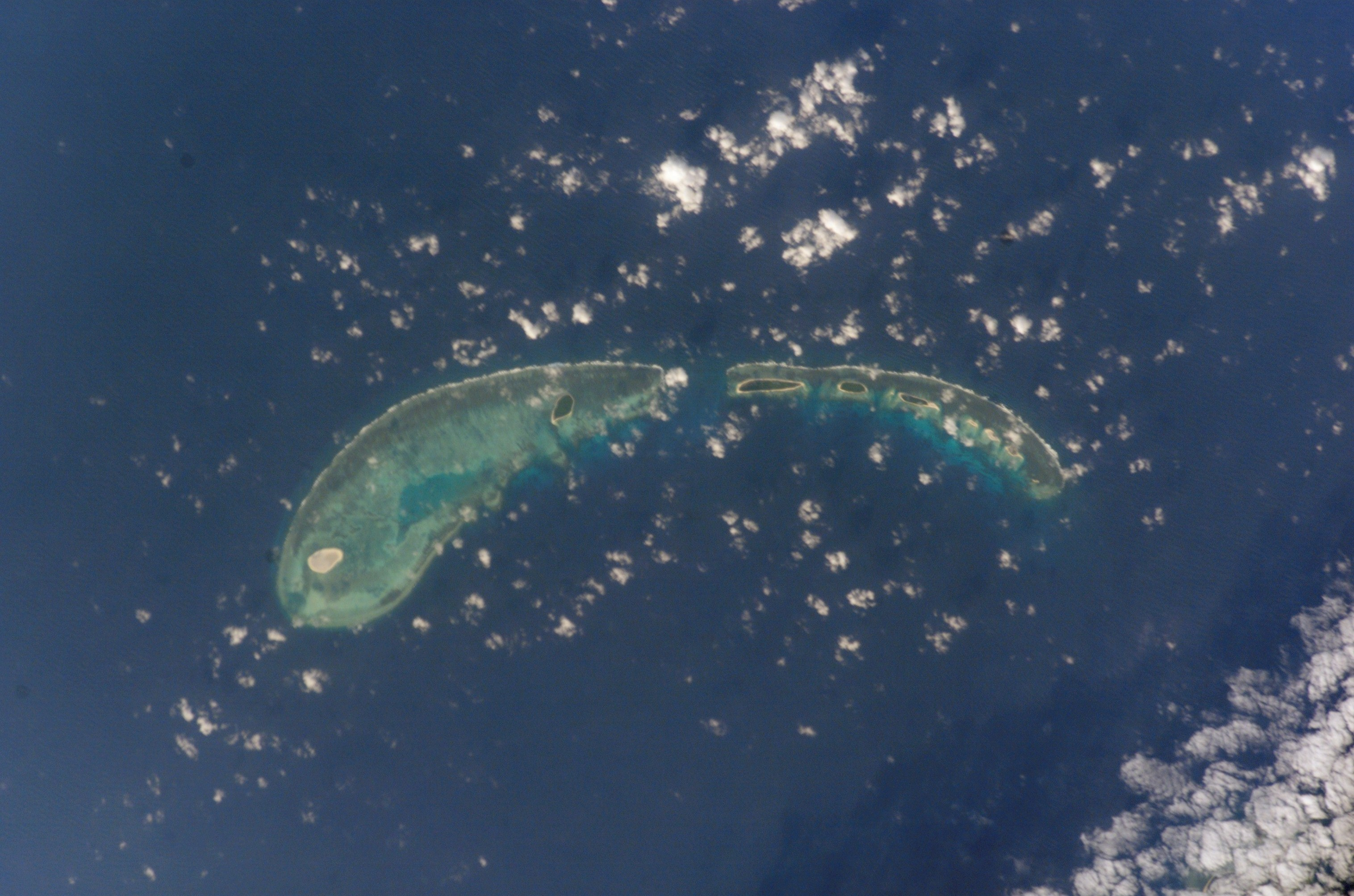
アンフィトリテ諸島

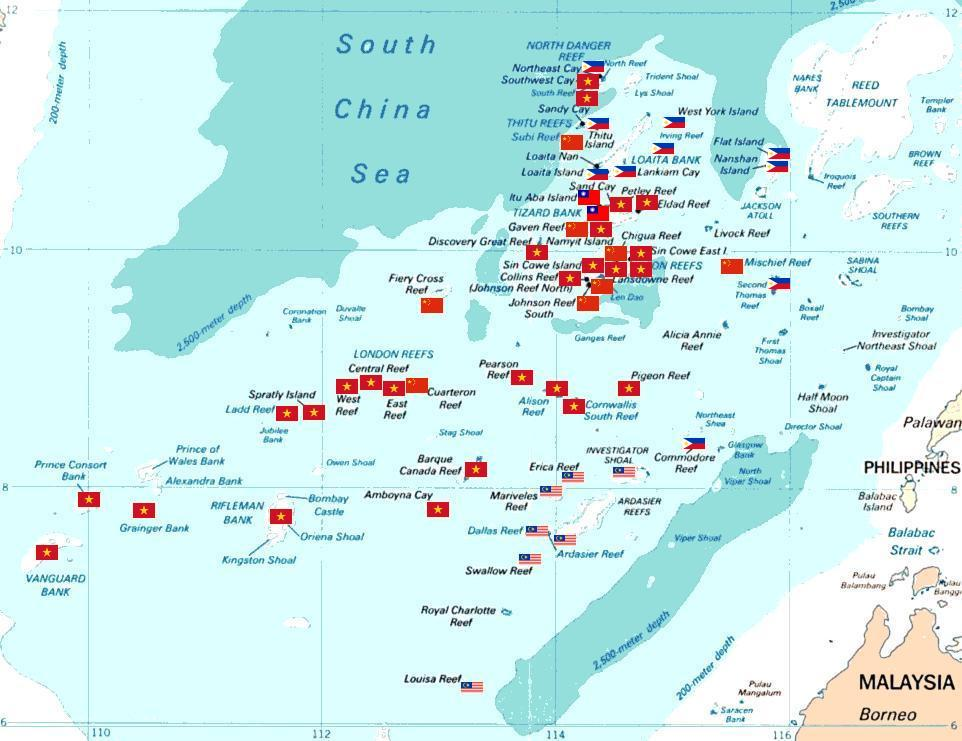
南沙諸島の実効支配状況

七連嶼は、南シナ海の西沙諸島にあるアンフィトリテ諸島（英語: Amphitrite Group、中国語: 宣徳環礁）の北側に位置する7つの連なった小島及び砂州を指して、中華人民共和国で用いられる名称である。
「七連嶼」は西沙諸島最大の島であるウッディー島（永興島）の北4カイリに位置しており、以下の島礁などから成る。
- サウス島（英語: South Island/中国語: 南島）
- ミドル島[5]（英語: Middle Island/中国語: 中島）
- ノース島[5]（英語: North Island/中国語: 北島）
- サウス砂堆（英語: South Sand/中国語: 南沙洲）
- ミドル砂堆（英語: Middle Sand/中国語: 中沙洲）
- ノース砂堆（英語: North Sand/中国語: 北沙洲）

これらの島礁は中華人民共和国に実効支配され、海南省三沙市に組み込まれている。中華民国（台湾）とベトナムもこれらの島礁の主権を主張している。